# Joseph Haas
Joseph Haas, (Maihingen, (prop de Nördlingen), 19 de març de 1879 - Múnic (Baviera), 30 de març, 1960), va ser un compositor i pedagog alemany, l'obra del qual reflecteix un romanticisme tardà.

## Família
Joseph Haas era fill del segon matrimoni del professor Alban Haas. El seu germà gran que tenia el mateix nom que el pare (Alban Haas) era un sacerdot i historiador catòlic, que vivia principalment a Neustadt an der Weinstraße, situada a la diòcesi de Speyer. A través d'aquest germà, Joseph Haas va tenir relacions més tard amb la catedral de Speyer.

## Biografia
Joseph Haas va ser primer professor com el seu pare i va treballar de 1897 a 1904 a la Facultat d'Educació de Lauingen, al Danubi.
Per tal d'aprofundir en el seu gust per la música, Joseph Haas va conèixer Max Reger el 1904 i el va seguir el 1907 per estudiar música a Leipzig. Haas es va graduar el 1909, i el 1911 va entrar per ensenyar composició al Conservatori de Stuttgart, on va ser nomenat professor el 1916. De 1919 a 1921 va ser director musical de la Singakademie de Glogau. Després va ensenyar a l'Acadèmia de Música de Múnic (avui: Universitat de Música i Arts de Múnic) entre 1924 i 1950 com a professor titular. El 1921 va fundar amb Paul Hindemith i Heinrich Burkard la "Donaueschinger internationalen Kammermusikfeste für Neue Musik".
Durant l'era del nacionalsocialisme, Haas va ser exposat a certes represàlies perquè tolerava públicament la Nova Música "degenerada" i perquè també practicava la seva fe catòlica. Després de la Segona Guerra Mundial, va esdevenir president de la Universitat de Música i Arts de Múnic (fins a la seva jubilació el 1950) i va començar la seva reconstrucció. La seva darrera obra va ser l'himne per al Congrés Eucarístic Internacional de Múnic l'any 1960. Va morir copiant-lo. Joseph Haas va ser enterrat al Waldfriedhof de Múnic.

## El compositor
L'obra de Haas es basa completament en la tonalitat. Primer va ser fortament influenciada pel seu mestre Max Reger, el llenguatge musical del qual, ric en polifonia harmònica, també caracteritza les obres de Haas. El seu estil, però, acostuma a ser més fàcil d'entendre pel públic, que sovint roman aliè a la música contemporània. Per tant, aquest estil té un to popular i humorístic i s'esforça per ser clar i concís. Les composicions de Haas són obres de gran qualitat. La major part de l'obra de Haas resideix en la música vocal, en forma de lieder, música coral sacra i profana. A més, també va deixar música de cambra, música orquestral, piano i música d'orgue. Entre els aspectes més destacats de la seva producció destaquen les dues òperes Tobias Wunderlich i Die Hochzeit des Jobs.

Haas va formular el significat de la música i la intenció de la seva obra de la següent manera:
| « | "La música ha de complaure, no ofendre; tremolarà, no tremolarà; s'ha de refinar, no banalitzar". | » |

- Citat del lloc web de la Württembergische Landesbibliothek
Amb motiu del 900 aniversari de la consagració de la catedral de Speyer, Joseph Haas va compondre la "Missa del Festival de la Catedral de Speyer" el 1930, que va dedicar a Ludwig Sebastian, el bisbe diocesà del seu germà. Fins a la dècada de 1950, aquesta missa formava part dels himnes generals a les parròquies de la diòcesi, però després va caure temporalment en l'oblit complet. Anys més tard, se li va tornar a donar un lloc al nou hangon diocesà Speyer (per a la inserció) de l'himne de la unitat catòlica alemanya "Gotteslob".
Durant la seva vida, Haas va ser un compositor molt apreciat i respectat. Pel seu 75è aniversari, l'any 1954, es van celebrar moltes festes als dos antics estats alemanys. Des de la mort de Haas, la presència de les seves composicions en els concerts s'ha reduït molt. Per perpetuar la memòria del compositor i donar vida a la seva música, l'any 1949 es va crear l'associació Joseph-Haas-Gesellschaft pel seu amic, el pedagog Rupert Egenberger.
Haas també va tenir una activitat important com a professor de música. Entre els seus nombrosos estudiants hi ha compositors i directors com Otto Jochum (1898-1969), Karl Gustav Fellerer (1902-1984), Eugen Jochum (1902-1987), Heinrich Simbriger (1903-1976), Karl Amadeus Hartmann (1905-1963), Karl Höller (1907-1987), Philipp Mohler (1908-1982), Cesar Bresgen (1913-1988), Ernst Kutzer (1918-2008), Rudolf Mors (1920-1988), Wolfgang Sawallisch (1923-2013) o Hans Walter Kämpfel (1924).
A Bad Aibling hi ha des de 1966 un "Joseph-Haas choir" que porta el nom del compositor.